# Podlesie (Laskówka)
Podlesie – część wsi Laskówka w Polsce, położona w województwie podkarpackim, w powiecie rzeszowskim, w gminie Dynów.
W latach 1975–1998 Podlesie administracyjnie należało do województwa przemyskiego